# Boarca, Brăila
Boarca este un sat în comuna Râmnicelu din județul Brăila, Muntenia, România.
-->, județul Brăila, Muntenia, România.